# سیارک ۱۵۴۶

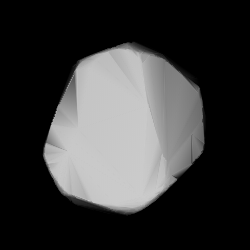
مدل سه‌بُعدی سیارک ۱۵۴۶ بر طبق منحنی نور آن

سیارک ۱۵۴۶ (به انگلیسی: 1546 Izsak، نامگذاری:1941SG1) هزار و پانصد و چهل و ششمین سیارک کشف شده‌است که در ۲۸ سپتامبر ۱۹۴۱ کشف شد.
قدر مطلق سیارک برابر ۱۰٫۶۰ است.